# Johana Fuenmayor
Johana Beatriz Fuenmayor Choles (Maracaibo, 17 luglio 1978) è una schermitrice venezuelana.

## Palmarès
In carriera ha conseguito i seguenti risultati:
- Giochi Panamericani:

Winnipeg 1999: argento nel fioretto a squadre.
Rio de Janeiro 2007: oro nel fioretto a squadre.
Guadalajara 2011: bronzo nel fioretto a squadre.